# 宜蘭縣鄉道列表
宜蘭縣鄉道列表列出宜蘭縣的鄉道。
| 編號     | 路線名稱       | 起點行政區                | 實際起點                 | 起點連接道路                    | 終點行政區                | 實際終點                 | 終點連接道路              | 里程   | 備註    |
| -------- | -------------- | ------------------------- | ------------------------ | ------------------------------- | ------------------------- | ------------------------ | ------------------------- | ------ | ------- |
| 宜1線    | 烏山－大溪     | 頭城鎮大溪                | 新北台灣省市界           | 雙溪區產業道路 （雙泰產業道路） | 頭城鎮大溪                | 大溪派出所               | 台2線                     | 10.018 |         |
| 宜2線    | 五峰旗－洲仔尾 | 礁溪鄉大忠村              | 五峰旗                   | 無                              | 礁溪鄉二龍村              | 淇武蘭／玉龍路路口       | 縣道191甲線               | 5.913  |         |
| 宜3線    | 城西－二城     | 頭城鎮新建里 頭城鎮拔雅里 | 吉祥路、開蘭路路口       | 頭城鎮市區道路 （開蘭路）       | 頭城鎮二城                | 宜三路、北宜路路口       | 台9線                     | 4.617  |         |
| 宜3-2線  | 拔雅－武營     | 頭城鎮拔雅里              | 復興路、吉祥路路口       | 宜3線                           | 頭城鎮武營里              | 開蘭橋、開蘭路路口       | 頭城鎮市區道路 （開蘭路） | 0.764  |         |
| 宜3-3線  | 二城－中崙     | 頭城鎮二城                | 二城路、青雲路路口       | 台2庚線                         | 頭城鎮中崙里              | 中崙路、三和路路口       | 縣道191甲線               | 1.009  |         |
| 宜4線    | 礁溪－竹安路   | 礁溪鄉六結村              | 興農路、中山路路口       | 台9線舊線                       | 頭城鎮竹安里              | 竹電路、頭濱路路口       | 台2線                     | 5.233  |         |
| 宜5線    | 湯圍－結頭份   | 礁溪鄉德陽村              | 德陽路、礁溪路路口       | 台9線                           | 員山鄉永和村              | 永廣路、永同路路口       | 台7丁線                   | 13.465 |         |
| 宜5-1線  | 白鵝－柴圍     | 礁溪鄉白鵝村              | 白鵝                     | 台9線                           | 礁溪鄉白鵝村              | 柴圍橋北方               | 宜5線                     | 0.792  |         |
| 宜5-2線  | 龍潭湖－慶和   | 礁溪鄉龍潭村              | 環湖道路、漳福路路口     | 龍潭湖環湖道路                  | 宜蘭市慶和里              | 慶和                     | 宜蘭市市區道路            | 5.040  |         |
| 宜6線    | 林美－車路頭   | 礁溪鄉林美村              | 林尾路、佛光大學叉路路口 | 佛光大學叉路                    | 礁溪鄉玉田村 壯圍鄉美城村 | 車路頭                   | 縣道192號                 | 5.800  | [ C 1 ] |
| 宜7線    | 竹安－新南     | 礁溪鄉時潮村              | 復興橋                   | 宜4線                           | 壯圍鄉新南村              | 南興南側                 | 宜16線                    | 11.273 |         |
| 宜8線    | 龍潭－永鎮     | 礁溪鄉龍潭村              | 三皇宮                   | 宜5線                           | 壯圍鄉永鎮村              | 永美路、壯濱路路口       | 台2線                     | 7.846  |         |
| 宜9線    | 社頭－南興     | 壯圍鄉新社村              | 社頭                     | 台2線                           | 壯圍鄉美福村              | 國道五號蘭陽溪橋東北側   | 宜16線                    | 7.513  |         |
| 宜10線   | 七張－過嶺     | 宜蘭市七張里              | 七張                     | 縣道191乙線                     | 壯圍鄉過嶺村 壯圍鄉永鎮村 | 順和路、壯濱路路口       | 台2線                     | 3.654  | [ 1 ]   |
| 宜11線   | 延平－東津     | 宜蘭市延平里              | 七張橋西南側             | 縣道191乙線                     | 宜蘭市南津里 壯圍鄉美福村 | 臺鐵蘭陽溪橋東北側       | 宜16線                    | 4.207  |         |
| 宜12線   | 慈安－后埤     | 宜蘭市慈安里              | 慈安路、東港路路口       | 台7線                           | 壯圍鄉復興村 壯圍鄉過嶺村 | 壯六路、壯濱路路口       | 台2線                     | 6.475  |         |
| 宜13線   | 大礁溪－新城   | 員山鄉枕山村              | 大礁溪                   | 無                              | 員山鄉枕山村              | 慶安廟                   | 宜5線                     | 4.449  |         |
| 宜14線   | 外員山－壯五   | 員山鄉員山村 宜蘭市思源里 | 嵐峰路、員山路路口       | 台7線                           | 壯圍鄉吉祥村              | 黎明路／中央路口         | 宜9線                     | 5.708  |         |
| 宜15線   | 一結－鎮平     | 宜蘭市梅洲里 宜蘭市茭白里 | 雪峰路、大坡路路口       | 縣道192甲線                     | 宜蘭市梅洲里              | 雪峰路、民權路路口       | 台7丁線                   | 1.496  |         |
| 宜16線   | 外員山－東港   | 員山鄉員山村              | 金山東路、員山路路口     | 台7線                           | 壯圍鄉新南村              | 新南路、壯濱路路口       | 台2線                     | 11.150 |         |
| 宜16-1線 | 大湖－內員山   | 員山鄉湖東村              | 大湖國小                 | 台7丁線                         | 員山鄉湖東村 員山鄉永和村 | 碧仙橋                   | 台7丁線                   | 3.737  |         |
| 宜17線   | 宜蘭－水源地   | 宜蘭市南門里 宜蘭市神農里 | 神農路、中山路路口       | 台7線                           | 員山鄉蓁巷村              | 惠民路、員山路路口       | 台7線                     | 6.260  |         |
| 宜17-1線 | 外員山－惠好   | 員山鄉員山村              | 北七路、員山路路口       | 台7線                           | 員山鄉惠好村 宜蘭市進士里 | 育才國小西側             | 宜17線                    | 1.729  |         |
| 宜18線   | 再連－新南     | 員山鄉蓁巷村 員山鄉中華村 | 內城路、員山路路口       | 台7線                           | 壯圍鄉新南村              | 新南國小東側             | 宜7線                     | 15.354 |         |
| 宜18-1線 | 內城－下深溝   | 員山鄉內城村              | 大坑橋                   | 無                              | 員山鄉蓁巷村              | 榮光路、員山路路口       | 台7線                     | 2.017  |         |
| 宜18-2線 | 大湖－再連     | 員山鄉湖北村              | 大安路、大湖路路口       | 台7丁線                         | 員山鄉蓁巷村              | 長堤路、員山路路口       | 台7線                     | 11.983 |         |
| 宜18-3線 | 逸仙－尚德     | 員山鄉逸仙村              | 逸仙                     | 宜18-2線                        | 員山鄉尚德村              | 尚德                     | 宜18線                    | 1.724  |         |
| 宜19線   | 壯四－南津     | 宜蘭市東村里 宜蘭市黎明里     | 黎明三／東港路路口       | 台7線                           | 宜蘭市凱旋里              | 旋流路、東津路路口       | 宜18線                    | 2.838  |         |
| 宜20線   | 下壯五－東港   | 壯圍鄉古結村              | 東西13／古結路路口       | 台7線                           | 壯圍鄉東港村              | 貓里霧罕橋東側           | 台2線                     | 2.542  |         |
| 宜22線   | 清洲－新店     | 羅東鎮仁愛里              | 河濱路、復興路路口       | 縣道196號                       | 五結鄉季新村              | 季水路、五濱路路口       | 台2線                     | 11.418 | [ C 2 ] |
| 宜23線   | 茅仔寮－利澤簡 | 五結鄉錦眾村              | 錦草路／水防道路口       | 宜22線                          | 五結鄉協和村              | 孝威南／親河路路口       | 台7丙線                   | 5.162  |         |
| 宜23-1線 | 大埔－親水公園 | 五結鄉孝威村              | 孝威南／協和中路口       | 宜23線                          | 五結鄉協和村              | 冬山河親水公園           | 無                        | 0.865  | [ C 3 ] |
| 宜24線   | 仁愛里－五結   | 羅東鎮竹林里 羅東鎮仁愛里 | 中興路、復興路路口       | 縣道196號                       | 五結鄉五結村              | 五結北／五結中路口       | 宜25線                    | 3.624  |         |
| 宜25線   | 二結－冬山     | 五結鄉二結村              | 學進路、中正路路口       | 台9線                           | 冬山鄉南興村              | 照安路、冬山路一段路口   | 台9線                     | 10.433 |         |
| 宜25-1線 | 濁水溪－大吉   | 五結鄉大吉村              | 大吉路／水防道路口       | 宜22線                          | 五結鄉大吉村              | 大吉路、國民路路口       | 宜25線                    | 1.883  |         |
| 宜25-2線 | 東安－武淵     | 羅東鎮東安里              | 月眉路、中山路路口       | 台7丙線                         | 羅東鎮新群里              | 月眉路、富農路路口       | 宜25線                    | 2.249  |         |
| 宜26線   | 楓林－北成     | 三星鄉萬德村              | 萬德路、上將路路口       | 縣道196號                       | 羅東鎮漢民里              | 北成路、純精路路口       | 台9線                     | 13.555 |         |
| 宜26-1線 | 紅柴林－大坑   | 三星鄉貴林村              | 紅柴林                   | 宜26線                          | 三星鄉拱照村              | 顯微宮                   | 無                        | 3.715  |         |
| 宜26-2線 | 慈恩寺－大義   | 三星鄉尚武村              | 佛祖廟                   | 宜26線                          | 三星鄉大義村              | 頂大義西側               | 縣道196號                 | 1.198  |         |
| 宜26-3線 | 萬長春－柯林   | 冬山鄉柯林村              | 萬長春橋                 | 宜26線                          | 冬山鄉柯林村              | 廣興大橋西側             | 台7丙線                   | 2.182  |         |
| 宜27線   | 三吉－五結     | 五結鄉大吉村              | 三吉路、水防道路口       | 宜22線                          | 五結鄉福興村              | 國民南／五結路路口       | 縣道196號                 | 3.078  |         |
| 宜28線   | 廣興－珍珠     | 冬山鄉廣興村              | 永興路、廣興路路口       | 台7丙線                         | 冬山鄉珍珠村 冬山鄉武淵村 | 珍珠一／富農路路口       | 宜25線                    | 5.704  |         |
| 宜29線   | 三結－中福     | 五結鄉大吉村              | 三結路、水防道路口       | 宜22線                          | 五結鄉福興村              | 仁五路、五結路路口       | 縣道196號                 | 3.226  |         |
| 宜30線   | 蚊子坑－成興   | 冬山鄉大進村              | 草湖                     | 宜46線                          | 五結鄉成興村              | 下清路、五濱路路口       | 台2線                     | 15.224 |         |
| 宜30-1線 | 鹿埔－森林公園 | 冬山鄉鹿埔村              | 鹿梅路、永興路路口       | 宜28線                          | 冬山鄉珍珠村              | 大員排水北側             | 無                        | 6.751  | [ C 4 ] |
| 宜30-3線 | 補城－東城     | 冬山鄉三奇村              | 三福路、成興路路口       | 宜30線                          | 冬山鄉東城村              | 廟前路、東福路路口       | 宜39線                    | 2.210  |         |
| 宜31線   | 溪底城－興盛   | 五結鄉三興村              | 復興北／水防道路口       | 宜22線                          | 五結鄉福興村              | 興盛北／五結路路口       | 縣道196號                 | 3.506  |         |
| 宜32線   | 松樹門－西安   | 冬山鄉鹿埔村              | 鹿埔路、梅林路路口       | 宜30線                          | 冬山鄉鹿埔村 羅東鎮西安里 | 西安公園                 | 宜30-1線                  | 2.867  | [ C 5 ] |
| 宜33線   | 廣興－古魯     | 冬山鄉廣興村              | 梅花路、廣興路路口       | 台7丙線                         | 大同鄉寒溪村              | 古魯                     | 無                        | 12.084 |         |
| 宜34線   | 群英－中山     | 冬山鄉群英村              | 義成路、冬山路路口       | 台9線                           | 冬山鄉中山村              | 舊寮                     | 無                        | 7.247  |         |
| 宜35線   | 冬山－大霸     | 冬山鄉安平村              | 安平橋                   | 台9線                           | 冬山鄉安平村              | 安平坑溪                 | 無                        | 1.599  | [ C 6 ] |
| 宜38線   | 利澤簡－下清水 | 五結鄉協和村              | 利澤路、親河路路口       | 台7丙線                         | 五結鄉成興村              | 下清水                   | 無                        | 1.511  |         |
| 宜39線   | 冬山－武荖坑   | 冬山鄉香和村              | 香中路、冬山路路口       | 台9線                           | 冬山鄉東城村              | 萬善祠平交道             | 台9線                     | 2.484  | [ C 7 ] |
| 宜40線   | 馬賽－大坑罟   | 蘇澳鎮永榮里              | 光榮路、大同路路口       | 蘇澳鎮市區道路 （大同路）       | 蘇澳鎮存仁里              | 大坑罟                   | 無                        | 1.761  |         |
| 宜41線   | 蘇澳－永樂     | 蘇澳鎮蘇南里              | 中正路、中山路路口       | 台2戊線／台9丁線                | 蘇澳鎮永樂里              | 粗坑                     | 無                        | 3.436  | [ C 8 ] |
| 宜42線   | 新城－嶺腳     | 蘇澳鎮新城里                | 新馬車站西北側           |                                 | 蘇澳鎮港邊里 蘇澳鎮岳明里   | 岳明新村東南側           | 無                        | 4.983  |         |
| 宜44線   | 三星－萬富     | 三星鄉月眉村              | 三星國中西側             | 縣道196號                       | 三星鄉萬富村              | 萬富橋                   | 縣道196號                 | 2.100  |         |
| 宜46線   | 張公圍－大埔   | 三星鄉大隱村              | 大隱派出所               | 台7丙線                         | 三星鄉大隱村              | 大埔                     | 台7丙線                   | 5.340  |         |
| 宜47線   | 尚武－十九結   | 三星鄉貴林村              | 萬富路堤防邊             | 紅柴林堤防                      | 三星鄉大隱村              | 健隱橋南                 | 台7丙線                   | 3.696  |         |
| 宜49線   | 大義－大進     | 三星鄉大義村              | 大埔路、上將路路口       | 縣道196號                       | 冬山鄉大進村              | 大進八／大進路路口       | 宜33線                    | 6.327  | [ C 9 ] |
| 宜51線   | 牛鬥－土場     | 三星鄉員山村 大同鄉復興村 | 牛鬥                     | 台7丙線                         | 大同鄉太平村              | 太平山國家森林遊樂區入口 | 宜專1線                   | 16.250 |         |
| 宜55線   | 金岳－南澳     | 南澳鄉金岳村              | 南澳橋西側               | 台9丁線                         | 南澳鄉南澳村              | 南澳車站西邊             | 台9線／台9丁線            | 4.966  |         |
| 宜56線   | 南澳－朝陽     | 蘇澳鎮南強里              | 南澳路、蘇花路路口       | 台9線／台9丁線                  | 蘇澳鎮朝陽里              | 朝陽漁港                 | 無                        | 1.838  |         |
| 宜57線   | 金洋－南溪     | 南澳鄉金洋村              | 金洋                     | 無                              | 南澳鄉武塔村              | 武塔                     | 台9丁線                   | 6.609  |         |
| 宜58線   | 澳尾－南澳     | 蘇澳鎮南強里              | 震安宮                   | 台9丁線                         | 南澳鄉武塔村              | 澳尾橋                   | 宜56線                    | 4.564  |         |
| 宜61線   | 尚德－大洲     | 員山鄉深溝村              | 深洲路、員山路路口       | 台7線                           | 三星鄉大洲村              | 大洲二號橋               | 縣道196號                 | 4.087  | [ C 3 ] |
| 宜63線   | 崙埤－天送埤   | 大同鄉崙埤村              | 羅裕橋                   | 台7線                           | 三星鄉天山村 三星鄉天福村 | 福山街、三星路路口       | 台7丙線                   | 1.877  | [ C 3 ] |

### 更動記錄
1. ↑  起點縮短至林美。
2. ↑  解編台2線路口至台7丙線路口間路段。
3. 1 2 3  近年新編路線。
4. ↑  解編原宜30線路口至宜28線路口間路段。
5. ↑  解編原台9線路口至宜28線路口間路段。
6. ↑  解編原台9線路口至堤防間路段。
7. ↑  解編原終點路口以南路段。
8. ↑  終點縮至堤防。
9. ↑  起點延伸至大義。

## 外部連結
- 宜蘭鄉道選單@ HSR on Highway（页面存档备份，存于）
- 宜蘭縣鄉道公路養護工程成果 宜蘭縣政府交通處 （页面存档备份，存于）